# Immaculée Ilibagiza

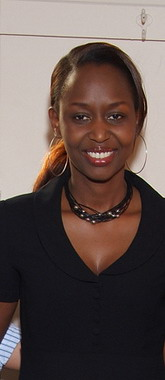
Immaculée Ilibagiza, 2007

Immaculée Ilibagiza é uma escritora e palestrante ruandesa, mais conhecida por seu livro autobiográfico "Left to Tell: Discovering God Amidst the Rwandan Holocaust" ("Sobrevivi para Contar - O Poder da Fé me Salvou de um Massacre", edição em português).
Estudou eletrônica e engenharia mecânica na Universidade Nacional. Perdeu a maior parte de sua família durante o genocídio de 1994. Quatro anos mais tarde, emigrou de Ruanda para os Estados Unidos e foi trabalhar na Organização das Nações Unidas, na cidade de Nova York. Dedica-se neste momento à Fundação Ilibagiza, que se destina a ajudar outros sobreviventes a se recuperarem dos efeitos a longo prazo do genocídio e da guerra. Immaculée reside em Long Island, com o marido Bryan Black e os filhos de ambos, Nikeisha e Bryan Jr.